# Come Alive
"Come Alive" é uma canção da artista americana Paris Hilton. Foi lançado como segundo single de seu segundo álbum de estúdio em 8 de julho de 2014 pela Cash Money Records. A música foi escrita por Hilton, Corte Ellis, Michael "Mikey P" Puerari, Frederick C. Allen, Chris Richardson e Rondell Cobbs.

## Antecedentes e promoção
"Come Alive" é um single do segundo álbum de estúdio do Hilton, que foi lançado em outubro de 2013 com o single "Good Time", com Lil Wayne. Hilton promoveu "Come Alive" na terça-feira, 15 de julho, compartilhando links para o vídeo da música e agradecendo aos fãs por seu apoio via Twitter.

## Recepção critica
Após o lançamento, a música recebeu críticas positivas. Robbie Daw, da Idolator, afirmou que "Come Alive" faz jus ao seu título, já que oferece uma estética mais madura do que as ofertas anteriores da Hilton — e, com toda a seriedade, ela também está mostrando crescimento como vocalista desta vez. Lucas Villa, do AXS, também elogiou a abordagem séria de Hilton à música, escrevendo: "ela se coloca na pista pop star mais uma vez com essa parte sonhadora da eletrônica". Elizabeth Freda da E! Online comentou o vídeo como "incrivelmente incrível" em sua resenha e, em seguida, listou o que chamou de "Os Doze Maiores Momentos" do vídeo, algumas das coisas que elogiou no vídeo incluíram a escolha de roupas de Paris e o cenário.

## Vídeo musical
O videoclipe de "Come Alive" foi filmado em Los Angeles, Califórnia, e foi dirigido por Hannah Lux Davis. Foi lançado em 15 de julho de 2014. Hilton aparece em vários trajes ornamentados deslumbrantes e aconchegantes enquanto ela passa por campos de flores, balança em um balanço de flores e dança na frente da lua.

## Formatos e faixas
- Download digital[7]

1. "Come Alive" – 4:16

## Histórico de lançamentos
| Região | Data               | Formato          | Gravadora          |
| ------ | ------------------ | ---------------- | ------------------ |
| Mundo  | 8 de julho de 2014 | Download digital | Cash Money Records |